# Nemes László (kémikus)
Nemes László (Marosvásárhely, 1931. szeptember 4. –) erdélyi magyar kémikus, a kémiai tudományok doktora, egyetemi, főiskolai oktató és középiskolai tanár.

## Életútja
Szülővárosában a Református Kollégiumban végezte középiskolai tanulmányait (1950), a Bolyai Tudományegyetem Kémia Karán szerzett oklevelet (1954). Tanársegéd a marosvásárhelyi OGYI gyógyszerészeti karán (1954–62), ugyanott a Pedagógiai Főiskola Fizika-Kémia Karán adjunktus (1962–83), a kémiai tudományok doktora (1978). 1983-tól nyugdíjazásáig (1994) egykori líceumában tanított.

## Kutatói és szakirodalmi munkássága
Kutatási területe a fotográfiai kémia, az analízis elektrokémiai módszere. Tudományos közleményei bukaresti és moszkvai kémiai szaklapokban, a Studia Universitatis Babeş-Bolyai, a marosvásárhelyi Revista Medicală hasábjain, valamint a budapesti Tudományos és Alkalmazott Fotográfiai Konferencia (1966), a tokiói Nemzetközi Fotográfiai Kongresszus (1967) kiadványaiban jelentek meg. Három marosvásárhelyi vállalatnak (Vegyipari Kombinát, IMATEX, Prodcomplex) szerződéses alapon tudományos-műszaki jellegű szakdolgozatot készített. Litografált egyetemi jegyzetei: Biokémia (OGYI, Marosvásárhely, 1958); Bevezetés a kémiai analízisbe (Pedagógia Főiskola, Marosvásárhely, 1968); Vegyipari kémia (Pedagógiai Főiskola, Marosvásárhely, 1978).